# Chone costulata
Chone costulata är en ringmaskart som först beskrevs av Grube 1877.  Chone costulata ingår i släktet Chone och familjen Sabellidae. Inga underarter finns listade i Catalogue of Life.